# 地红菇属
地红菇属（学名：Macowanites）是红菇科下的一个属。

## 下属物种
本属包括以下物种：
- Macowanites lilacinus A.H.Sm.
- 碘味地红菇 Macowanites iodiolens
- 云南地红菇 Macowanites yunnanensis